# Asociación de Escritores de Horror
La Asociación de Escritores de Horror (HWA) es una organización internacional de escritores y novelistas profesionales especializados en las temáticas del horror y la fantasía. Se formó en 1985 con la ayuda de eminencias en el tema como Joe R. Lansdale, Robert McCammon y Dean Koontz, aunque no fue incorporada oficialmente hasta 1987, el año en que se entregó por primera vez el Premio Bram Stoker. Actualmente la asociación se divide en capítulos regionales en Norteamérica, Europa, Australia, Sudáfrica, Rusia y Asia.

## Presidentes
- Lisa Morton (2014–presente)
- Rocky Wood (2010–2014)[2]
- Deborah LeBlanc (2006–2010)
- Gary A. Braunbeck (2005–2006)
- Joseph Nassise (2002–2005)
- David Niall Wilson (2001–2002)
- Richard Laymon (2000–2001)
- S.P. Somtow (1998–2000)
- Janet Berliner (1997–1998)
- Brian Lumley (1996–1997)
- Lawrence Watt-Evans (1994–1996)
- Dennis Etchison (1992–1994)
- Craig Shaw Gardner (1990–1992)
- Chelsea Quinn Yarbro (1988–1990)
- Charles L. Grant (1987–1988)
- Dean R. Koontz (1986–1987)